# Fond Cani
Fond Cani ist ein Ort im Südwesten von Dominica. Die Gemeinde liegt im Parish Saint George.

## Geographische Lage
Fond Cani liegt südwestlich von Trafalgar und nordwestlich von Morne Prosper.